# آلفرد باشلت
آلفرد باشلت (انگلیسی: Alfred Bachelet; ۲۶ فوریهٔ ۱۸۶۴ – ۱۰ فوریهٔ ۱۹۴۴) رهبر (موسیقی)، آهنگساز، و مربی موسیقی اهل فرانسه بود.

## افتخارات
وی همچنین برندهٔ جوایزی همچون لژیون دونور (افسر) و جایزه بزرگ رم شده‌است.